# Cataulacus chapmani
Cataulacus chapmani é uma espécie de formiga do gênero Cataulacus, pertencente à subfamília Myrmicinae.